# Fameck
Fameck is een gemeente in het Franse departement Moselle in de regio Grand Est). De plaats maakt deel uit van het arrondissement Thionville. De gemeente telde 14.759 inwoners op 1 januari 2022.

## Geschiedenis
De gemeente is gegroeid uit vijf dorpen: Fameck, Budange, Edange, Morlange en Rémelange die in 1810 werden samengevoegd in een gemeente. De gemeente is pas verstedelijkt in de loop van de 20e eeuw. Tot dan was Fameck een landbouwgemeente met veel fruitteelt. In de jaren 1930 werd de Cité Bosment gebouwd voor fabrieksarbeiders. In de jaren 1950 kwamen er immigranten die werkten in de metaalnijverheid van Thionville en werd de Cité d'Oury gebouwd. Vanaf de jaren 1980, met de verminderde tewerkstelling in de metaalnijverheid, begon ook de bevolking van Fameck te krimpen.

## Geografie
De oppervlakte van Fameck bedroeg op 1 januari 2022 12,45 vierkante kilometer; de bevolkingsdichtheid was toen 1.185,5 inwoners per km².
De autosnelweg A30 loopt door de gemeente.
De onderstaande kaart toont de ligging van Fameck met de belangrijkste infrastructuur en aangrenzende gemeenten.

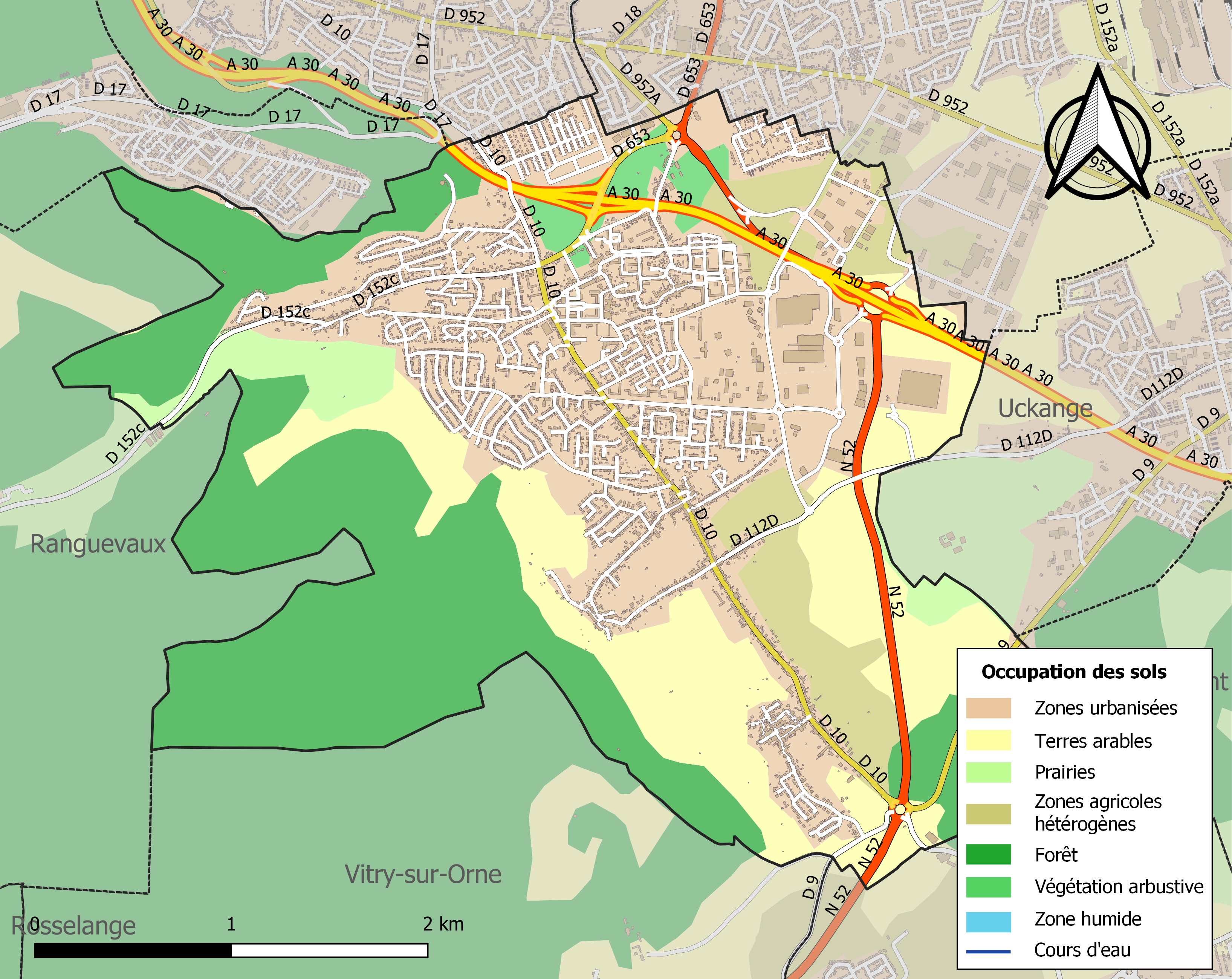

## Demografie
Onderstaande figuur toont het verloop van het inwonertal.
Fameck · Florange · Mondelange · Richemont · Uckange